# 檀道鸾
檀道鸾，字万安，高平郡金乡縣（今山东嘉祥縣南）人。南朝宋官員，曾擔任国子博士、永嘉郡太守。他是《续晋阳秋》的作者。檀道鸾反對玄言诗，他還認為楚辞与赋不同，並且試圖探討赋体的渊源。